# Dernier Atout
Pour plus de détails, voir Fiche technique et Distribution.
Dernier Atout est un film français réalisé par Jacques Becker, sorti en 1942.

## Synopsis
Dans un hôtel de Carical, capitale d'un pays imaginaire d'Amérique du Sud, un homme est abattu. Les deux élèves inspecteurs Clarence et Montès, qui viennent de finir premiers ex aequo d'un concours de tir, sont, afin de les départager, chargés d'élucider cet assassinat, mais sans savoir que le défunt n'est autre que l'ennemi public n° 1 des États-Unis. Les deux jeunes policiers arriveront à démêler l'affaire après de multiples péripéties.

## Fiche technique
- Réalisation : Jacques Becker
- Scénario : Maurice Aubergé
- Adaptation : Maurice Aubergé, Louis Chavance, Jacques Becker, Maurice Griffe
- Dialogue : Pierre Bost
- Assistant réalisateur : Marc Maurette
- Photographie : Nicolas Hayer
- Opérateur : Jacques Lemare, assisté de Jean Bourgoin et Étienne Larothe
- Son : Maurice Carrouet
- Montage : Marguerite Renoir, assistée de Suzanne Bouveret
- Décors : Max Douy, assisté de Raymond Nègre
- Musique : Jean Alfaro - Direction musicale : Roger-Roger
- Production : Essor cinématographique français
- Producteur : André Halley des Fontaines
- Directeur de production : Jean Gehret
- Distribution : Pathé-Consortium-Cinéma, puis Tamasa Distribution
- Distribution DVD : Studio Canal
- Script-girl : Andrée Feix
- Régisseur général : Gaston Alexandre, assisté d'Émile Genty
- Photographe de plateau : Lucienne Chevert
- Maquillage : Serge Gleboff
- Administrateur général : Paul Pavaux
- Tournage : du 23 mars à mai 1942 dans les studios Pathé-Cinéma et dans la région de Nice
- Pays :  France
- Format :  Noir et blanc - 1,37:1 - 35 mm - son mono
- Durée : 105 minutes
- Genre : Policier
- Date de sortie : 
  - France - 02 septembre 1942
  - Sortie en DVD : 14/03/2013
- Visa de censure N° 142 délivré le 2 septembre 1942

## Distribution
- Raymond Rouleau : le jeune inspecteur Clarence
- Mireille Balin : Bella Score
- Pierre Renoir : Rudy Score
- Georges Rollin : le jeune inspecteur Montès
- Noël Roquevert : Gonzalès
- Jean Debucourt : Thomas
- Catherine Cayret : Pearl
- Gaston Modot : Toni Amanito
- Maurice Baquet : Mickey, aspirant inspecteur
- Roger Blin : un aspirant inspecteur
- Guy Decomble : un aspirant inspecteur
- Guy Denacy : un aspirant inspecteur
- René Stern : Roberto
- Clément Duhour : Setton
- Maxime Fabert : un bijoutier
- Edy Debray : un autre bijoutier
- Christian Argentin : le gérant de l'hôtel
- Jean Didier : le chef des aspirants
- Maurice Aubergé : Wallace
- Jacques Meyran : le barman
- François Joux : le chauffeur
- Jacques Courtin : le réceptionniste
- Henri Darbrey : un inspecteur
- Jacques Beauvais : un inspecteur
- Maurice Salabert : un policier
- Maurice Marceau : un journaliste
- Nathalie Alexeeff
- Pierre Dargout
- Maurice Devienne
- Franck Maurice
- Pierre Perret
- Georges Simmler